# Les Étoiles filantes (série télévisée)
Pour les articles homonymes, voir Les Étoiles filantes.
Les Étoiles filantes est une série télévisée québécoise en 26 épisodes de 30 minutes, créée par François Archambault et diffusée entre le 11 janvier 2007 et le 9 décembre 2008 à la Télévision de Radio-Canada. En France, la série a été diffusée à partir du 27 octobre 2009 sur TV5MONDE.

## Synopsis
L'histoire de la vie paisible d'une famille de banlieue bouleversée par l'arrivée inopinée de Daniel, ami de jeunesse de Jacques, qui leur annonce qu'il va bientôt mourir. Leur univers est alors complètement remis en question par les rêves de libertés de cet ami.

## Distribution
- Stéphane Crête : Jacques Préfontaine
- Normand Daneau : Daniel Rajotte
- Marie-Hélène Thibault : Chantale Beauséjour
- Myriam LeBlanc : Sonia Dubeau
- Simon Pigeon : Thomas Préfontaine-Beauséjour
- Julianne Côté : Soleil Labelle[1] (fille de Sonia Dubeau)
- Louisette Dussault : Jocelyne Préfontaine
- Claude Préfontaine : André Préfontaine
- Hubert Proulx : Robert « Bobby » Tanguay

## Fiche technique
- Auteur : François Archambault
- Réalisateur : Ricardo Trogi
- Directeur de la photographie : Sébastien Gros
- Directeur artistique : Mario Hervieux
- Créatrice des costumes : Sharon Scott
- Chef maquilleuse : Suzanne Poisson
- Chef coiffeur : Matthieu Tessier
- Preneur de son : François Grenon
- Directrice de production : Amélie Vachon
- Monteur : Claude Palardy
- Musique : Frédéric Bégin
- Producteur délégué : Guillaume Lespérance
- Producteur : Luc Wiseman
- Production : Avanti Ciné Vidéo